# Stenidius bezdeki
Stenidius bezdeki is een keversoort uit de familie snoerhalskevers (Anthicidae). De wetenschappelijke naam van de soort is voor het eerst geldig gepubliceerd in 2006 door Kejval.